# Nahal
Nahal (arabsko نَخَل) ali Nahl (arabsko نَخْل) je mesto in vilajet v governoratu Južna Batina v Omanu. Je kraj številnih starih trdnjav, vključno s trdnjavo Nakhal. Je zgodovinsko mesto na severnem robu gorovja Hadžar, ki pripada rodovitni obalni nižini Batina. Mesto je znano po vročih vrelcih Ain A'Thavara in veliki trdnjavi v kateri je muzej. Nahal je približno 120 kilometrov zahodno od glavnega mesta Maskat.
Vilajet vključuje več vasi, prebivalci delajo v javnih in zasebnih podjetjih, ukvarjajo se s poljedelstvom in živinorejo. Glavni pridelki so datlji, granatno jabolko, breskve, marelice, grozdje, orehi, kutine. V vilajetu je več drugih manj znanih utrdb in posameznih stolpov. V bližini v Vadi al-Abjad izvira topla voda; v potoku so majhne sladkovodne ribe. Potok ne presahne niti v najbolj vročem poletju.

## Zgodovina trdnjave
Trdnjava Husn al-Him je bila tam verjetno že v predislamskem času in je bila od takrat večkrat obnovljena in prenovljena. V 17. stoletju so ga prezidali omanski arhitekti. Leta 1834 jo je prenovil imam Said bin Sultan. Leta 1990 je bila popolnoma obnovljena. Imami Vadi Bani Kharousa in rodbine Jaruba so v preteklosti prebivali v utrdbi.

## Trdnjava Nahal
Trdnjava stoji na 200-metrskem hribu ob vznožju gorovja Hadžar. Varuje vhod v Vadi ar-Rakim. Leži ob vznožju gore Džebel Nahal, ki spada v zahodno pogorje Hadžar. Utrdba je zgrajena v tradicionalnem omanskem slogu in ima posebnost, da je zgrajena na in okoli neobdelane skale. Muzej razstavlja zgodovinsko orožje, pohištvo in ročne izdelke.

## Osebnosti
Nahal je rojstni kraj mednarodnega nogometnega sodnika Abdulaha al-Hilalija (* 1970).